# Орден Трудового Красного Знамени (Монголия)
Орден Трудового Красного Знамени (монг. Хөдөлмөрийн гавьяаны улаан тугийн одон) — государственная награда Монгольской Народной Республики (на иллюстрации), а также современной Монголии (с изменённым гербом).

## История
В 1926 году, по аналогии с советским орденом Трудового Красного Знамени в Монгольской Народной Республике был учреждён орден, вручаемый за трудовые подвиги гражданам и организациям. Первоначально орден именовался «За гражданские заслуги» (Бичгийн гавьяаны одон), в 1940 году орден стал называться «За заслуги в хозяйстве» (Аж ахуйн гавьяаны одон), и наконец в 1945 году орден получил окончательное наименование — орден Трудового Красного Знамени.
Орден неоднократно менял свой дизайн в связи с изменением наименования, а также государственной символики: в 1940, 1945 и 1970 годах.
Орден продолжает вручаться в современной Монголии с изменённым дизайном (герб приведён в соответствие с современным), однако на официальных сайтах Монголии отсутствуют сведения о том, когда именно было произведено последнее изменение дизайна.

## Положение
Положение Ордена Трудового Красного Знамени было утверждено в III разделе Постановления Президиума Малого Хурала и Совета Министров МНР за № 26-27 от 16 мая 1941 года.
пункт 12. Орденом Трудового Красного Знамени МНР награждаются трудящиеся араты, рабочие, служащие и прочие граждане, добившиеся честным трудом замечательных достижений в деле развития животноводства, промышленности, культуры, здравоохранения и других отраслей народного хозяйства своей страны.
пункт 13. Орденом Трудового Красного Знамени МНР награждаются отдельные промышленные и административные организации и учреждения, которые успешно выполняя государственный план и добиваясь замечательных успехов в организации труда, обеспечивают укрепление хозяйственной мощи МНР.

## Описание

### I тип (1926—1940)
Знак ордена изготовлен из серебра 84 пробы и позолочен.
Знак ордена состоит из четырёх отдельных частей, которые вручную отливались и собирались на штифтиках.
Размеры знака ордена:
- расстояние между противоположными концами звезды 51 мм.
- Вес ордена — 35,20 г.
- Вес прокладки — 4,6 г.
- Вес гайки — 2,60 г.

Знака ордена представляет собой выпуклую шестиконечную звезду, поверхность которой выполнена в виде расходящихся плоских заострённых лучей разной длины.
В центре знака круглый, покрытый жёлтой эмалью щит-солнце. На щит наложен выпуклый, покрытый белой эмалью элемент монгольского орнамента «улзий хээ», обозначающей «счастье, добро, благополучие». Поверх орнамента находится выпуклый герб «Соёмбо», украшенный красной и белой эмалью. Справа от герба расположено развёрнутое сверху вниз и покрытое красной эмалью знамя, под гербом — полувенок из листьев лотоса, покрытых зелёной эмалью. Над гербом «Соёмбо» расположена пятиконечная звезда, в центре которой находится символическое изображение двух рыб, покрытых красной и белой эмалью.
Реверс знака ордена гладкий, слегка вогнутый. В центре припаян нарезной штифт с гайкой для прикрепления ордена к одежде. Выше нарезного штифта находятся клейма.

### II тип (1940—1945)
Орден изготовлен из серебра 875 пробы и позолочен.
Размеры знака ордена:
- высота 51,5 мм
- ширина 48 мм.

Общий вес знака ордена 53,3 г.
Знака ордена представляет собой выпуклый венок из листьев лавра (влево и вправо), покрытых зелёной эмалью. В центре венка расположен выпуклый герб МНР типа 1940 года, частично покрытый светло-голубой, красной и жёлтой эмалью. Верхняя часть венка закрыта развевающимся вправо от древка знаменем, покрытым тёмно-красной эмалью. На знамени надпись: «Б. Н. М. А.У». Внизу венок обрамлён лентой, также покрытой тёмно-красной эмалью.
Реверс знака гладкий, слегка вогнутый. В центре припаян нарезной штифт с гайкой для прикрепления знака ордена к одежде. В нижней части есть вбитая надпись: «Монетный двор» и вырезан номер ордена.

### III тип (1945—1970)
Орден изготовлен из серебра, аверс позолочен.
Размер ордена:
- высота 54 мм
- ширина 50 мм.

Общий вес 64,40 г. Вес гайки 6,70 г.
Знака ордена представляет собой выпуклую восьмиконечную звезду, поверхность которой выполнена в вида расходящихся пучков граненых лучей. Каждый пучок состоит из центрального раздвоенного луча и двух заостренных. Между пучками лучей — по два закругленных луча, покрытых белой эмалью. В центре звезды — синий эмалевый круг с выпуклым гербом МНР типа 1941 года, покрытым красной, голубой, жёлтой и зелёной эмалью. Над гербом — развернутое вправо красное эмалевое знамя. Под гербом гирлянда из лавровых листьев, покрытых зелёной эмалью.
Реверс знака ордена гладкий, слегка вогнутый. В центре припаян нарезной штифт с гайкой для прикрепления к одежде и имеются следы от трех клепок, с помощью которых соединена звезда с центральной частью. В нижней части выгравирован номер награды.

### IV тип (с 1970 года)
Орден изготовлен из серебра, аверс позолочен.
Размер ордена:
- высота 54 мм
- ширина 50 мм.

Общий вес 64,40 г. Вес гайки 6,70 г.
Знака ордена представляет собой выпуклую восьмиконечную звезду, поверхность которой выполнена в вида расходящихся пучков граненых лучей. Каждый пучок состоит из центрального раздвоенного луча и двух заостренных. Между пучками лучей — по два закругленных луча, покрытых белой эмалью. В центре звезды — синий эмалевый круг с выпуклым гербом МНР типа 1960 года, покрытым красной, голубой, жёлтой и зелёной эмалью. Над гербом — развернутое вправо красное эмалевое знамя. Под гербом гирлянда из лавровых листьев, покрытых зелёной эмалью.
Реверс знака ордена гладкий, слегка вогнутый. В центре — булавка для крепления к одежде и имеются следы от трех клепок, с помощью которых соединена звезда с центральной частью. В нижней части выгравирован номер награды.

### V тип (с 1990-х гг.)
На официальных сайтах Монголии содержатся сведения о продолжающихся награждениях орденом, при этом видно, что на ордене изображён современный герб Монголии. В частности, в 2020 г. этот орден получил российский политик А. В. Гордеев. Однако сведения о том, когда именно был утверждён современный дизайн, в открытых источниках отсутствуют.

### Планка ордена
Для повседневного ношения орден имел символ в виде орденской планки.
До 1961 года планка ордена была прямоугольной металлической, покрытой цветной эмалью. С 1961 года эмалированные планки были заменены на планки, обтянутыми муаровой лентой орденских цветов.
| Планка до 1961 года | Планка с 1961 года |
|                     |                    |

## Награждённые организации
Орденом Трудового Красного Знамени Монгольской Народной Республики награждены коллективы многих организаций и предприятий, а также целые районы страны, в частности:
- Газета «Унэн» («Правда»)
- Газета «Пионерийн унэн» («Пионерская правда»)
- Восточногобийский аймак
- Гобиалтайский аймак
- Кобдоский аймак
- Дзавханский аймак
- Монгольский государственный университет
- Уланбаторская железная дорога
- Полиграфический комбинат им. Д. Сухэ-Батора
- Уланбаторская десятилетка № 1
- Иркутский государственный университет
- Иркутский институт народного хозяйства
- Иркутский политехнический институт
- Строительный трест № 1 «Главзарубежстрой»
- Уральский государственный технический университет — УПИ